# 4278 Harvey
4278 Harvey (1982 SF) là một tiểu hành tinh vành đai chính được phát hiện ngày 22 tháng 9 năm 1982 bởi Ted Bowell ở Flagstaff.